# Demografia della Lituania
Questo articolo riguarda le caratteristiche demografiche della popolazione della Lituania, comprensive di densità di popolazione, etnia, livello di istruzione, salute, situazione economica e affiliazioni religiose.

Distretti municipali lituani per città principale più vicina

## Preistoria
Le prime testimonianze di abitanti nell'attuale Lituania risalgono al 10.000 a.C. Tra il 3000 e il 2000 a.C., il popolo della cultura della ceramica cordata si diffuse in una vasta regione dell'Europa orientale, tra il Mar Baltico e il fiume Vistola a ovest e la linea Mosca - Kursk a est. Unendosi con le popolazioni indigene, diedero origine ai balti, un distinto gruppo etnico indoeuropeo i cui discendenti fanno parte delle odierne nazioni lituane e lettoni e degli ex prussiani,Yuri

## Demografia storica

### Granducato di Lituania

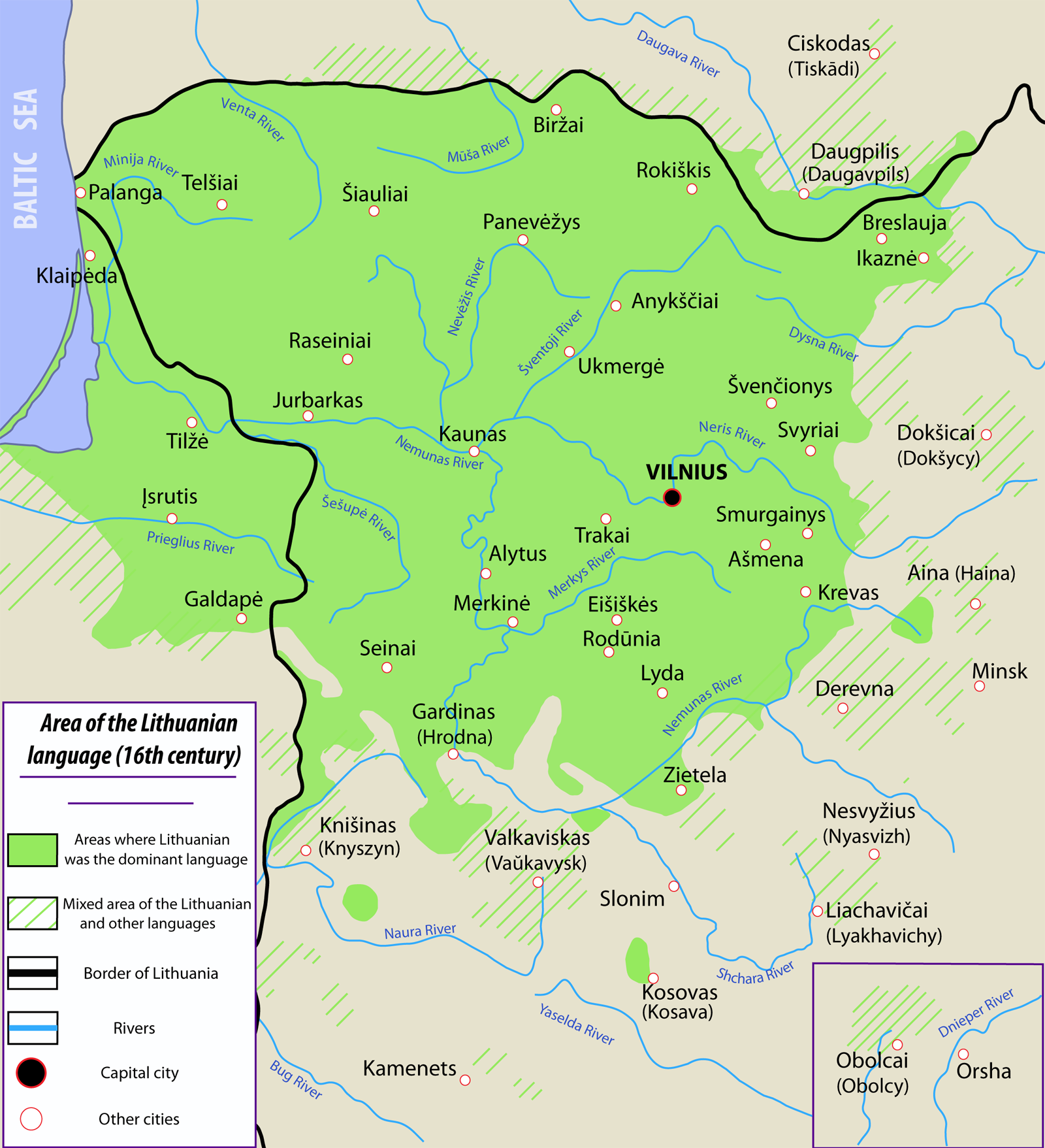
Area della lingua lituana nel XVI secolo

Il nome della Lituania - lituani - è stato menzionato per la prima volta nel 1009. Tra le sue etimologie vi è una derivazione dalla parola Lietava, per piccolo fiume, una possibile derivazione da una parola leičiai, ma molto probabilmente si tratta del nome per l'unione di tribù etniche lituane ('susilieti, lietis' significa unire e la parola 'lietuva' significa qualcosa che è stato unito).
Il principale stato lituano, il Ducato di Lituania, è emerso nel territorio di Lietuva, la patria etnica dei lituani. Alla nascita del Granducato di Lituania (GDL), i lituani etnici costituivano circa il 70% della popolazione. Con l'acquisizione di nuovi territori ruteni, questa percentuale è scesa al 50% e successivamente al 30%. Al momento della più grande espansione verso le terre della Rus' di Kiev, alla fine del XIII e durante il XIV secolo, il territorio del GDL era di circa 800.000 abitanti per km2, di cui il 10% era etnicamente lituano. Si stima che la popolazione etnica lituana fosse di 420.000 su 1,4 milioni nel 1375 (il territorio era di circa 700.000 km2), e 550.000 su 3,8 milioni nel 1490 (territorio: 850.000 km2 ). Oltre ai Ruteni e ai Lituani, altri gruppi etnici significativi in tutta la GDL erano quelli di ebrei e tatari. L'unione tra la popolazione polacca e quella del GDL nel 1493 è stimata a 7,5 milioni, di cui 3,25 milioni erano polacchi, 3,75 milioni ruteni e 0,5 milioni lituani.  Con l'Unione di Lublino, il Granducato lituano perse gran parte delle terre alla corona polacca. La proporzione etnica lituana era di circa 1/4 del GDL in seguito all'Unione di Lublino e fino al periodo delle spartizioni. Ci furono diverse devastazioni e cali demografici in tutto il GDL tra la metà e la fine del XVII secolo, incluso per la popolazione etnica lituana nel voivodato di Vilnius. Anche la popolazione rutena diminuì ampiamente in seguito alle perdite territoriali subite dall'Impero russo. Nel 1770 c'erano circa 4,84 milioni di abitanti nella GDL, di cui il gruppo etnico più numeroso erano i ruteni, circa 1,39 milioni i lituani. I voivodati con una popolazione a maggioranza etnica lituana erano i voivodati di Vilnius, Troki e Samogizia, i quali costituivano il centro politico dello Stato. Nella zona meridionale del voivodato di Troki e nella parte sud-orientale del voivodato di Vilnius c'erano anche molti bielorussi; in alcune delle aree sud-orientali erano il gruppo linguistico maggiore.
La popolazione rutena costituiva la maggioranza nella GDL dal momento della sua espansione fino a metà del XIV secolo; e l'aggettivo "lituano", oltre a denotare l'etnia lituana, fin dai primi tempi denotava qualsiasi abitante della GDL, inclusi slavi ed ebrei.
La lingua rutena, corrispondente all'odierno bielorusso e ucraino, era allora chiamata russa, ed era usata dai monarchi lituani. Tuttavia, ci sono meno documenti esistenti scritti in questa lingua rispetto a quelli scritti in latino e tedesco dal tempo di Vitoldo. Successivamente, il ruteno divenne la principale lingua di documentazione e scrittura. Negli anni successivi fu la principale lingua di governo fino all'introduzione del polacco come lingua della Confederazione lituano-polacca nel 1697; tuttavia vi sono anche esempi di documenti scritti in ruteno della seconda metà del XVIII secolo.  La lingua lituana era usata oralmente nei voivodati di Vilnius, Troka e Samogizia e da un piccolo numero di persone altrove. Alla corte di Sigismondo Augusto, l'ultimo re del Ducato, si parlava sia polacco che lituano.

### Impero russo
In seguito alla terza spartizione della Confederazione polacco-lituano, il 24 ottobre 1795, tra l'intervento dell'Impero russo, del Regno di Prussia e della monarchia asburgica, la Confederazione cessò di esistere e la Lituania divenne parte dell'impero russo. Dopo l'abolizione della servitù della gleba nel 1861, l'uso della lingua polacca aumentò notevolmente nella Lituania orientale e nella Bielorussia occidentale. Molti lituani, quelli che vivevano più a est, non furono in grado di ricevere i libri stampati lituani contrabbandati in Lituania da Knygnešiai durante il periodo del bando della stampa lituana in alfabeto latino e passarono al polacco. Sebbene questo usasse anche l'alfabeto latino, fu molto meno influenzato dal divieto, perché il polacco era ancora usato dalla classe politicamente importante della nobiltà, e anche nelle città più grandi della Lituania, oltre ad essere sostenuto dalla chiesa.

### Risveglio nazionale
Il risveglio nazionale lituano aveva iniziato a intensificarsi entro la fine del XIX secolo e il numero di parlanti lituani e di persone che si identificavano come lituani di etnia lituana iniziò ad aumentare; allo stesso tempo molti lituani di lingua polacca, in particolare l'ex szlachta, si staccarono dalla nazione lituana. Ci furono cali demografici a causa di diversi cambiamenti di confine, deportazioni sovietiche, l'Olocausto degli ebrei lituani e rimpatri tedeschi e polacchi durante e dopo la seconda guerra mondiale, periodo in seguito al quale la popolazione etnica lituana rimase stabile: dal 79,3% nel 1959 all'83,5% nel 2002. La legge sulla cittadinanza lituana e la Costituzione soddisfano gli standard internazionali e dell'OSCE, garantendo i diritti umani e civili universali.

## Composizione etnica
I lituani non sono né slavi né germanici, sebbene l'unione con la Polonia, così come la colonizzazione e l'insediamento tedesco e russo abbiano lasciato influenze culturali e religiose.

### Prima della Seconda Guerra Mondiale
| Gruppo etnico | Censimento della Lituania nel 1923 | Censimento della Lituania nel 1923 | Censimento del Territorio di Memel nel 1925 | Censimento del Territorio di Memel nel 1925 |
| Gruppo etnico | Numero                             | %                                  | Numero                                      | %                                           |
| ------------- | ---------------------------------- | ---------------------------------- | ------------------------------------------- | ------------------------------------------- |
| Lituani       | 1.701.863                          | 83.9                               | 37.626                                      | 26.6                                        |
| Memeli        |                                    |                                    | 34.337                                      | 24.2                                        |
| Ebrei         | 153.743                            | 7.6                                | 578                                         | 0.4                                         |
| Tedeschi      | 29.231                             | 1.4                                | 59.337                                      | 41.9                                        |
| Polacchi      | 65.599                             | 3.2                                | 29                                          | 0.0                                         |
| Russi         | 50.460                             | 2.5                                | 267                                         | 0.2                                         |
| Lettoni       | 14.883                             | 0.7                                | 47                                          | 0.0                                         |
| Bielorussi    | 4.421                              | 0.2                                | -                                           | -                                           |
| Tatari        | 973                                | 0.0                                |                                             |                                             |
| Romani        | 284                                | 0.0                                |                                             |                                             |
| Caraiti       | 141                                | 0.0                                |                                             |                                             |
| Estoni        | 46                                 | 0.0                                |                                             |                                             |
| Ucraini       | 43                                 | 0.0                                |                                             |                                             |
| Altri         | 7.284                              | 0.2                                | 9.424                                       | 6.7                                         |
| Totale        | 2.028.971                          | 2.028.971                          | 141.645                                     | 141.645                                     |

1 Fonte:  . Il Territorio di Memel venne annesso alla Germania nel 1923, ma non fu incluso nel censimento del 1923. Nel 1925 si tenne un censimento separato in questa zona.

### Dopo la Seconda Guerra Mondiale
Tra i paesi baltici, la Lituania è lo stato con la popolazione più omogenea. Secondo il censimento condotto nel 2021, l'84,6% della popolazione si è identificato come lituano, il 6,5% come polacco, il 5,0% come russo, l'1,0% come bielorusso e il 2,3% come membro di altri gruppi etnici.
| Gruppo etnico                                                     | Censimento del 19591 | Censimento del 19591 | Censimento del 19702 | Censimento del 19702 | Censimento del 19793 | Censimento del 19793 | Censimento del 19894 | Censimento del 19894 | Censimento del 20015 | Censimento del 20015 | Censimento del 20116 | Censimento del 20116 | Censimento del 20217 | Censimento del 20217 |
| Gruppo etnico                                                     | Numero               | %                    | Numero               | %                    | Numero               | %                    | Numero               | %                    | Numero               | %                    | Numero               | %                    | Numero               | %                    |
| ----------------------------------------------------------------- | -------------------- | -------------------- | -------------------- | -------------------- | -------------------- | -------------------- | -------------------- | -------------------- | -------------------- | -------------------- | -------------------- | -------------------- | -------------------- | -------------------- |
| Lituani                                                           | 2,150,767            | 79.3                 | 2,506,751            | 80.1                 | 2,712,233            | 80.0                 | 2,924,251            | 79.6                 | 2,907,293            | 83.4                 | 2,561,314            | 84.2                 | 2,378,118            | 84.6                 |
| Polacchi                                                          | 230,107              | 8.5                  | 240,203              | 7.7                  | 247,022              | 7.3                  | 257,994              | 7.0                  | 234,989              | 6.7                  | 200,317              | 6.6                  | 183,421              | 6.5                  |
| Russi                                                             | 231,014              | 8.5                  | 267,989              | 8.6                  | 303,493              | 8.9                  | 344,455              | 9.4                  | 219,789              | 6.3                  | 176,913              | 5.8                  | 141,122              | 5.0                  |
| Bielorussi                                                        | 30,256               | 1.1                  | 45,412               | 1.5                  | 57,584               | 1.7                  | 63,169               | 1.7                  | 42,866               | 1.2                  | 36,227               | 1.2                  | 28,183               | 1.0                  |
| Ucraini                                                           | 17,692               | 0.7                  | 25,099               | 0.8                  | 31,982               | 0.9                  | 44,789               | 1.2                  | 22,488               | 0.6                  | 16,423               | 0.5                  | 14,168               | 0.5                  |
| Ebrei                                                             | 24,667               | 0.9                  | 23,538               | 0.8                  | 14,691               | 0.4                  | 12,390               | 0.3                  | 4,007                | 0.1                  | 3,050                | 0.1                  | N/D                  | N/D                  |
| Tatari                                                            | 3,020                | 0.1                  | 3,454                | 0.1                  | 3,984                | 0.1                  | 5,135                | 0.1                  | 3,235                | 0.1                  | 2,793                | 0.1                  | N/D                  | N/D                  |
| Tedeschi                                                          | 11,166               | 0.4                  | 1,904                | 0.1                  | 2,616                | 0.1                  | 2,058                | 0.1                  | 3,243                | 0.1                  | 2,418                | 0.1                  | N/D                  | N/D                  |
| Romani                                                            | 1,238                | 0.1                  | 1,880                | 0.1                  | 2,306                | 0.1                  | 2,718                | 0.1                  | 2,571                | 0.1                  | 2,115                | 0.1                  | N/D                  | N/D                  |
| Lettoni                                                           | 6,318                | 0.2                  | 5,063                | 0.2                  | 4,354                | 0.1                  | 4,229                | 0.1                  | 2,955                | 0.1                  | 2,025                | 0.1                  | N/D                  | N/D                  |
| Estoni                                                            | 352                  | 0.0                  | 551                  | 0.0                  | 546                  | 0.0                  | 598                  | 0.0                  | 400                  | 0.0                  | 314                  | 0.0                  | N/D                  | N/D                  |
| Caraiti                                                           | 423                  | 0.0                  | 388                  | 0.0                  | 352                  | 0.0                  | 289                  | 0.0                  | 273                  | 0.0                  | 241                  | 0.0                  | N/D                  | N/D                  |
| Altri o non specificati                                           | 4,425                | 0.2                  | 6,004                | 0.2                  | 10,327               | 0.3                  | 12,727               | 0.3                  | 40,136               | 1.2                  | 39,279               | 1.3                  | 65,749               | 2.3                  |
| Totale                                                            | 2,711,445            | 2,711,445            | 3,128,236            | 3,128,236            | 3,391,490            | 3,391,490            | 3,674,802            | 3,674,802            | 3,483,972            | 3,483,972            | 3,043,429            | 3,043,429            | 2,810,761            | 2,810,761            |
| 1 Fonte: . 2 Fonte: . 3 Fonte: . 4 Fonte: . 5 Fonte: . 6 Fonte: . |                      |                      |                      |                      |                      |                      |                      |                      |                      |                      |                      |                      |                      |                      |

I polacchi sono concentrati nella regione di Vilnius, l'area controllata dalla Polonia nel periodo tra le due guerre. Ci sono comunità polacche particolarmente grandi nel comune distrettuale di Vilnius (47% della popolazione) e nel comune distrettuale di Šalčininkai (76%). L'Azione Elettorale dei Polacchi in Lituania, un partito politico di minoranza etnica, ha una forte influenza in queste aree e ha una rappresentanza nel Seimas. Il partito è più attivo nella politica locale e controlla diversi consigli comunali.
I russi, anche se sono numerosi quasi quanto i polacchi, sono molto più equamente dispersi e mancano di una forte coesione politica. La comunità più importante vive a Visaginas (47%). La maggior parte di loro sono ingegneri che si sono trasferiti con le loro famiglie dalla RSFS russa per lavorare presso la centrale nucleare di Ignalina. Un certo numero di russi etnici (per lo più militari) hanno lasciato la Lituania dopo la dichiarazione di indipendenza nel 1990.
Un altro importante cambiamento nella composizione etnica della Lituania fu lo sterminio della popolazione ebraica durante l'Olocausto. Prima della seconda guerra mondiale circa il 7,5% della popolazione era ebrea; erano concentrati in città e paesi e avevano un'influenza significativa sull'artigianato e sugli affari. Si chiamavano Litvaks e avevano una forte cultura. La popolazione di Vilnius, a volte soprannominata Gerusalemme del Nord, era composta per circa il 30% da ebrei. Quasi tutti questi ebrei furono uccisi durante l'occupazione nazista tedesca, o emigrarono in seguito negli Stati Uniti e in Israele. Ora ci sono solo circa 4.000 ebrei che vivono in Lituania.

## Cittadinanza
L'adesione della Lituania all'Unione Europea ha reso la cittadinanza lituana ancora più invitante. La cittadinanza lituana è teoricamente più facile da ottenere (vedi le note della sentenza del tribunale di seguito) rispetto a quella di molti altri paesi europei: per diventare cittadino lituano è necessario un solo bisnonno. Le persone che detenevano la cittadinanza nella Repubblica di Lituania prima del 15 giugno 1940 e i loro figli, nipoti e pronipoti (a condizione che queste persone non fossero rimpatriate) possono beneficiare della cittadinanza lituana  .
I cittadini lituani possono viaggiare e lavorare in tutta l'Unione Europea senza visto o altre restrizioni.

### Doppia cittadinanza dichiarata incostituzionale
La Corte costituzionale lituana ha stabilito nel novembre 2006 che una serie di disposizioni legislative della Repubblica di Lituania sulla cittadinanza sono in conflitto con la costituzione lituana. In particolare, il tribunale ha stabilito che alcune disposizioni vigenti della legge sulla cittadinanza che consentono implicitamente o esplicitamente la doppia cittadinanza sono in contrasto con la Costituzione; tali disposizioni di natura incostituzionale rendevano la doppia cittadinanza un fenomeno comune piuttosto che una rara eccezione. Le disposizioni della Legge sulla Cittadinanza dichiarate incostituzionali non sono più valide e applicabili nella misura dichiarata dalla Corte Costituzionale.
Il parlamento lituano ha modificato sostanzialmente la legge sulla cittadinanza a seguito di questa sentenza del tribunale, consentendo la doppia cittadinanza ai figli di almeno un genitore lituano nati all'estero, ma impedendo ai lituani di mantenere la cittadinanza lituana dopo aver ottenuto la cittadinanza di un altro paese.
Permangono alcuni casi speciali che consentono tutt'oggi la doppia cittadinanza.
| Posizione | Nazionalità | Popolazione (2019) |
| --------- | ----------- | ------------------ |
| 1         | Ucraina     | 16.927             |
| 2         | Russia      | 12.529             |
| 3         | Bielorussia | 12.204             |
| 4         | Lettonia    | 1.100              |
| 5         | India       | 826                |
| 6         | Germania    | 768                |
| 7         | Polonia     | 736                |
| 8         | Stati Uniti | 507                |
| 9         | Moldavia    | 490                |
| 10        | Siria       | 472                |
| 11        | Cina        | 470                |
| 12        | Italia      | 445                |
| 13        | Israele     | 445                |
| 14        | Turchia     | 416                |
| 15        | Kazakistan  | 399                |
| 16        | Azerbaigian | 382                |
| 17        | Georgia     | 369                |
| 18        | Regno Unito | 369                |
| 19        | Armenia     | 346                |
| 20        | Romania     | 305                |

## Lingue
La lingua lituana è l'unica lingua ufficiale del paese a livello nazionale. È la prima lingua di quasi l'85% della popolazione ed è parlata anche da 286.742 su 443.514 non lituani. L'era sovietica aveva imposto l'uso ufficiale del russo, quindi la maggior parte degli adulti lituani è in grado di parlare russo come seconda lingua, mentre la popolazione polacca generalmente parla polacco. I russi immigrati dopo la seconda guerra mondiale parlano russo come prima lingua. La generazione più giovane di solito parla l'inglese come seconda lingua, mentre un'ampia parte della popolazione totale (37%) parla almeno due lingue straniere. Secondo il censimento del 2011, il 30% della popolazione parla inglese.
Circa 14.800 alunni hanno iniziato l'anno scolastico 2012 in scuole in cui l'insegnamento è condotto in russo (in calo rispetto ai 76.000 nel 1991) e circa 12.300 si sono iscritti in scuole polacche (rispetto ai 11.400 nel 1991 e 21.700 nel 2001). Ci sono anche scuole in lingua bielorussa, oltre che in inglese, tedesco e francese.
Ci sono all'incirca 50 parlanti di lingua caraima, una lingua turca parlata dagli ebrei caraiti, in Lituania.
La comunità dei non udenti utilizza sia la lingua dei segni lituana e che la lingua dei segni russa.

## Religione

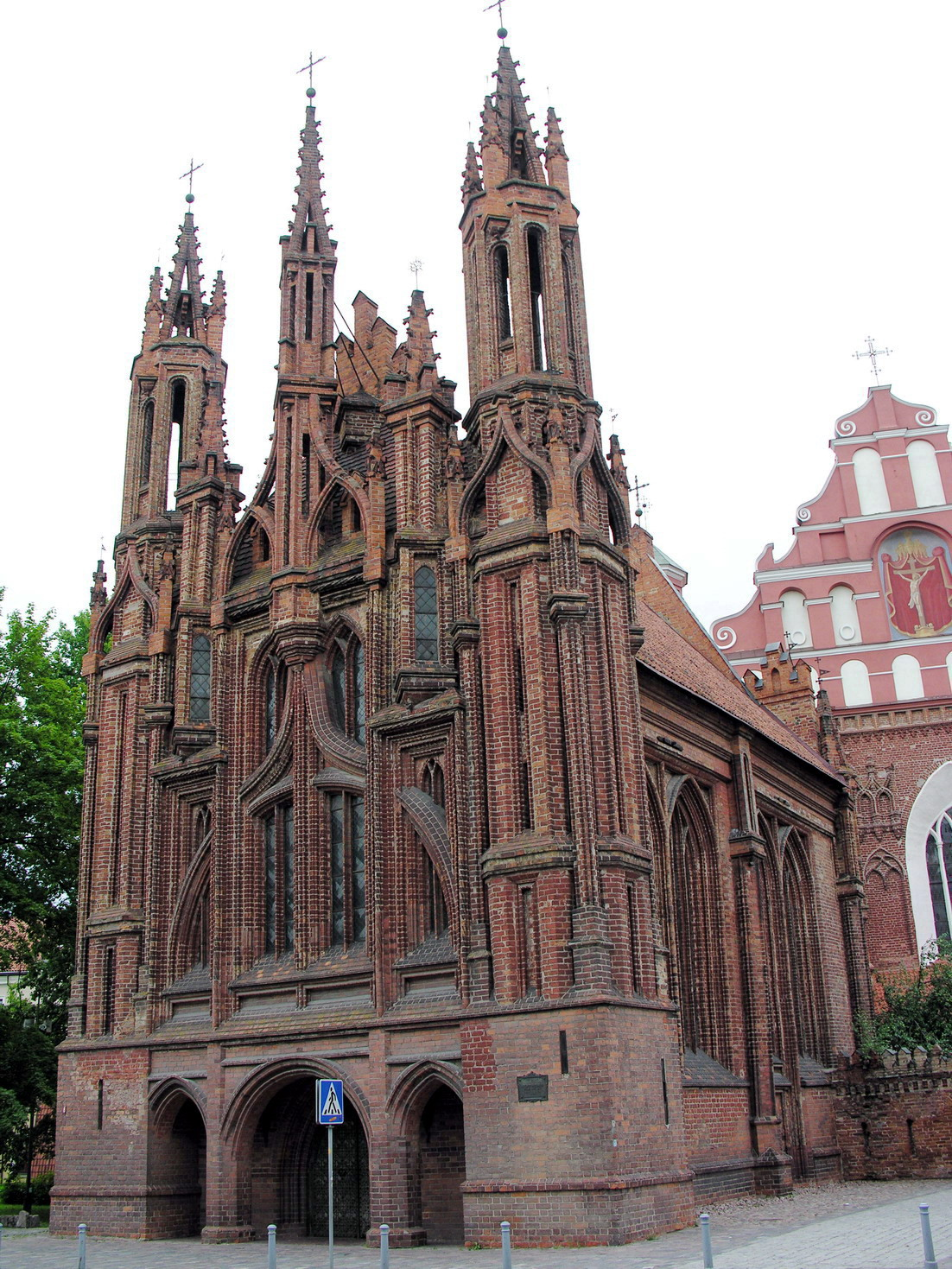
Chiesa di Sant'Anna, Vilnius

Nel censimento del 2011, il 77,2% dei lituani si è identificato come cattolico romano. La Chiesa è la confessione maggioritaria sin dalla cristianizzazione della Lituania della fine del XIV secolo. Alcuni sacerdoti guidarono attivamente la resistenza contro il regime comunista (simboleggiato dalla Collina delle Croci).
Nella prima metà del XX secolo, la chiesa protestante luterana contava circa 200.000 membri, il 9% della popolazione totale, per lo più lituani protestanti dell'ex territorio di Memel e tedeschi, ma è diminuita dal 1945. Piccole comunità protestanti sono disperse nelle parti settentrionali e occidentali del paese. I credenti e il clero hanno sofferto molto durante l'occupazione sovietica, in cui molti vennero uccisi, torturati o deportati in Siberia. Diverse chiese protestanti hanno stabilito missioni in Lituania dal 1990. Il 4,1% è ortodosso, lo 0,8% sono vecchi credenti (entrambi principalmente nella minoranza russa), lo 0,8% è protestante e il 6,1% non ha religione.
La Lituania è stata storicamente sede di una significativa comunità ebraica ed è stata un importante centro di cultura ebraica sin dal XVIII secolo, fino a quando la comunità, che contava circa 160.000 persone prima della seconda guerra mondiale, fu quasi completamente annientata durante l'Olocausto. Nel 2011, circa 3000 persone in Lituania si identificavano come ebrei, mentre circa 1200 si identificavano con la comunità religiosa giudaica.
Secondo l'Eurobarometro del 2005, il 12% ha affermato di "non credere che ci sia alcun tipo di spirito, dio o forza vitale", il 36% ha risposto che "crede che ci sia una sorta di spirito o forza vitale" e il 49% dei cittadini lituani ha risposto che "credono che ci sia un Dio".

## Statistiche demografiche CIA World Factbook
Le seguenti statistiche demografiche provengono dal CIA World Factbook, se non diversamente indicato.
Struttura per età: 0–14 anni: 14,2% (maschio 258.423/femmina 245.115)15–64 anni: 69,6% (maschio 1.214.743/femmina 1.261.413)65 anni e oltre: 16,2% (maschi 198.714/femmine 376.771) (stima 2009)
Tasso di crescita della popolazione: -0,28% (stima 2009)
Tasso di migrazione netta: −0,72 migrante/i/1.000 abitanti (stima 2009)
Rapporto tra i sessi
alla nascita: 1.06 maschio/i/femminasotto i 15 anni: 1,05 maschio/i/femmina15–64 anni: 0,96 maschio/i/femmina65 anni e oltre: 0,53 maschio/i/femminapopolazione totale: 0,89 maschio/i/femmine (stima 2009)
Tasso di mortalità infantile: Totale: 6,47 morti/1.000 nati vivimaschi: 7,73 morti/1.000 nati vivifemmine: 5,13 morti/1.000 nati vivi (stima 2009)
Aspettativa di vita alla nascita

Speranza di vita storica

popolazione totale: 74,9 annimaschio: 69,98 annifemmina: 80,1 anni (stima 2009)
| Periodo   | Aspettativa di vita in anni |
| --------- | --------------------------- |
| 1950–1955 | 60.83                       |
| 1955–1960 | 66.88                       |
| 1960–1965 | 69.88                       |
| 1965–1970 | 71.28                       |
| 1970–1975 | 71.19                       |
| 1975–1980 | 70.67                       |
| 1980–1985 | 70.53                       |
| 1985–1990 | 71.57                       |
| 1990–1995 | 69.73                       |
| 1995–2000 | 70.25                       |
| 2000–2005 | 71.62                       |
| 2005–2010 | 71.86                       |
| 2010–2015 | 73.99                       |

Tasso di fecondità totale: 1,29 bambini nati/donna (2014) https://www.cia.gov/library/publications/the-world-factbook//2127rank.html
Tasso di suicidi: 31,5 suicidi ogni 100.000 persone (2009)
Tasso di divorzi: con 2,8 divorzi ogni 1000 persone (2009), la Lituania nel 2004 ha avuto uno dei più alti tassi di divorzi nell'Unione Europea  .

## Tabella dei tassi di natalità e mortalità

### Prima della seconda guerra mondiale
Fonte:  Annuari statistici della Lituania. URL consultato il 15 marzo 2022 (archiviato dall'url originale il 14 novembre 2010).
|       | Popolazione media | Nati vivi | Decessi | Variazione naturale | Tasso di natalità grezzo (ogni 1000) | Tasso di mortalità grezzo (ogni 1000) | Variazione naturale (ogni 1000) |
| ----- | ----------------- | --------- | ------- | ------------------- | ------------------------------------ | ------------------------------------- | ------------------------------- |
| 1915  | 2,137,000         | 38,722    | 43,596  | -4,874              | 18.1                                 | 20.4                                  | -2.3                            |
| 1916  | 2,137,000         | 35,565    | 31,512  | 4,053               | 16.6                                 | 14.7                                  | 1.9                             |
| 1917  | 2,134,000         | 32,266    | 43,047  | -10,781             | 15.1                                 | 20.2                                  | -5.1                            |
| 1918  | 2,121,000         | 33,176    | 47,522  | -14,346             | 15.6                                 | 22.4                                  | -6.8                            |
| 1919  | 2,108,000         | 41,095    | 51,930  | -10,835             | 19.5                                 | 24.6                                  | -5.1                            |
| 1920  | 2,104,000         | 47,642    | 44,487  | 3,155               | 22.6                                 | 21.1                                  | 1.5                             |
| 1921  | 2,116,000         | 51,864    | 31,915  | 19,949              | 24.5                                 | 15.1                                  | 9.4                             |
| 1922  | 2,136,000         | 58,064    | 37,598  | 20,466              | 27.2                                 | 17.6                                  | 9.6                             |
| 1923  | 2,161,000         | 60,869    | 32,432  | 28,437              | 28.2                                 | 15.0                                  | 13.2                            |
| 1924  | 2,189,000         | 63,864    | 35,493  | 28,371              | 29.2                                 | 16.2                                  | 13.0                            |
| 1925  | 2,217,000         | 63,743    | 37,179  | 26,564              | 28.8                                 | 16.8                                  | 12.0                            |
| 1926  | 2,245,000         | 63,655    | 34,380  | 29,275              | 28.4                                 | 15.3                                  | 13.0                            |
| 1927  | 2,273,000         | 66,114    | 38,897  | 27,217              | 29.1                                 | 17.1                                  | 12.0                            |
| 1928  | 2,301,000         | 65,945    | 35,698  | 27,116              | 28.7                                 | 15.5                                  | 11.8                            |
| 1929  | 2,328,000         | 63,083    | 39,669  | 23,414              | 27.1                                 | 17.0                                  | 10.1                            |
| 1930  | 2,354,000         | 64,164    | 37,151  | 27,013              | 27.3                                 | 15.8                                  | 11.5                            |
| 1931  | 2,380,000         | 63,419    | 37,478  | 25,941              | 26.6                                 | 15.7                                  | 10.9                            |
| 1932  | 2,407,000         | 65,371    | 36,577  | 28,794              | 27.2                                 | 15.2                                  | 12.0                            |
| 1933  | 2,436,000         | 62,145    | 32,749  | 29,396              | 25.5                                 | 13.4                                  | 12.1                            |
| 1934  | 2,464,000         | 60,770    | 35,789  | 24,981              | 24.7                                 | 14.5                                  | 10.1                            |
| 1935  | 2,488,000         | 57,970    | 34,595  | 23,375              | 23.3                                 | 13.9                                  | 9.4                             |
| 1936  | 2,513,000         | 60,446    | 33,440  | 25,939              | 24.1                                 | 13.3                                  | 10.3                            |
| 1937  | 2,538,000         | 56,393    | 33,260  | 22,433              | 22.2                                 | 13.1                                  | 8.8                             |
| 1938  | 2,563,000         | 57,951    | 32,256  | 24,562              | 22.6                                 | 12.6                                  | 9.6                             |
| 19391 | 2,432,000         | 54,184    | 32,983  | 21,201              | 22.3                                 | 13.6                                  | 8.7                             |

1 le cifre del 1939 escludono il Territorio di Memel

### Dopo la seconda guerra mondiale
Fonte: Portale ufficiale delle statistiche
|      | Popolazione media | Nati vivi | Decessi | Variazione naturale | Tasso di natalità grezzo (ogni 1000) | Tasso di mortalità grezzo (ogni 1000) | Variazione naturale (ogni 1000) | Tasso di fecondità totale |
| ---- | ----------------- | --------- | ------- | ------------------- | ------------------------------------ | ------------------------------------- | ------------------------------- | ------------------------- |
| 1945 | 2,520,000         | 60,392    | 35,201  | 25,191              | 24.0                                 | 14.0                                  | 10.0                            |                           |
| 1946 | 2,530,000         | 58,399    | 37,688  | 20,711              | 23.1                                 | 14.9                                  | 8.2                             |                           |
| 1947 | 2,540,000         | 59,680    | 39,716  | 19,964              | 23.5                                 | 15.6                                  | 7.9                             |                           |
| 1948 | 2,550,000         | 58,780    | 35,137  | 23,643              | 23.1                                 | 13.8                                  | 9.3                             |                           |
| 1949 | 2,560,000         | 63,034    | 32,049  | 30,985              | 24.6                                 | 12.5                                  | 12.1                            |                           |
| 1950 | 2,567,000         | 60,719    | 30,870  | 29,849              | 23.7                                 | 12.0                                  | 11.6                            |                           |
| 1951 | 2,569,000         | 58,504    | 29,693  | 28,811              | 22.8                                 | 11.6                                  | 11.2                            |                           |
| 1952 | 2,576,000         | 56,944    | 28,166  | 28,778              | 22.1                                 | 10.9                                  | 11.2                            |                           |
| 1953 | 2,590,000         | 52,610    | 27,118  | 25,492              | 20.3                                 | 10.5                                  | 9.8                             |                           |
| 1954 | 2,607,000         | 54,229    | 25,559  | 28,670              | 20.8                                 | 9.8                                   | 11.0                            |                           |
| 1955 | 2,629,000         | 55,525    | 24,138  | 31,387              | 21.1                                 | 9.2                                   | 11.9                            |                           |
| 1956 | 2,653,000         | 53,741    | 21,869  | 31,872              | 20.3                                 | 8.2                                   | 12.0                            |                           |
| 1957 | 2,681,000         | 56,223    | 23,361  | 32,862              | 21.0                                 | 8.7                                   | 12.3                            |                           |
| 1958 | 2,711,000         | 61,190    | 22,103  | 39,087              | 22.6                                 | 8.2                                   | 14.4                            | 2.63                      |
| 1959 | 2,744,000         | 62,241    | 24,688  | 37,553              | 22.7                                 | 9.0                                   | 13.7                            | 2.63                      |
| 1960 | 2,782,000         | 62,485    | 21,611  | 40,874              | 22.5                                 | 7.8                                   | 14.7                            | 2.59                      |
| 1961 | 2,828,000         | 62,775    | 23,365  | 39,410              | 22.2                                 | 8.3                                   | 13.9                            | 2.57                      |
| 1962 | 2,865,000         | 59,728    | 24,925  | 34,803              | 20.8                                 | 8.7                                   | 12.1                            | 2.64                      |
| 1963 | 2,893,000         | 57,024    | 23,112  | 33,912              | 19.7                                 | 8.0                                   | 11.7                            | 2.45                      |
| 1964 | 2,928,000         | 55,856    | 21,830  | 34,026              | 19.1                                 | 7.5                                   | 11.6                            | 2.31                      |
| 1965 | 2,967,000         | 53,818    | 23,467  | 30,351              | 18.1                                 | 7.9                                   | 10.2                            | 2.21                      |
| 1966 | 3,006,000         | 54,275    | 23,799  | 30,476              | 18.1                                 | 7.9                                   | 10.1                            | 2.34                      |
| 1967 | 3,045,000         | 53,806    | 24,571  | 29,235              | 17.7                                 | 8.1                                   | 9.6                             | 2.27                      |
| 1968 | 3,083,000         | 54,258    | 25,725  | 28,533              | 17.6                                 | 8.3                                   | 9.3                             | 2.25                      |
| 1969 | 3,115,000         | 54,263    | 27,156  | 27,107              | 17.4                                 | 8.7                                   | 8.7                             | 2.29                      |
| 1970 | 3,144,000         | 55,519    | 28,048  | 27,471              | 17.7                                 | 8.9                                   | 8.7                             | 2.40                      |
| 1971 | 3,179,000         | 56,044    | 26,972  | 29,072              | 17.6                                 | 8.5                                   | 9.1                             | 2.41                      |
| 1972 | 3,214,000         | 54,616    | 29,252  | 25,364              | 17.0                                 | 9.1                                   | 7.9                             | 2.35                      |
| 1973 | 3,244,000         | 51,944    | 29,160  | 22,784              | 16.0                                 | 9.0                                   | 7.0                             | 2.22                      |
| 1974 | 3,274,000         | 51,941    | 29,612  | 22,329              | 15.9                                 | 9.0                                   | 6.8                             | 2.21                      |
| 1975 | 3,302,000         | 51,766    | 31,265  | 20,501              | 15.7                                 | 9.5                                   | 6.2                             | 2.18                      |
| 1976 | 3,329,000         | 52,296    | 31,972  | 20,324              | 15.7                                 | 9.6                                   | 6.1                             | 2.18                      |
| 1977 | 3,355,000         | 52,166    | 32,932  | 19,234              | 15.5                                 | 9.8                                   | 5.7                             | 2.14                      |
| 1978 | 3,379,000         | 51,821    | 34,008  | 17,813              | 15.3                                 | 10.1                                  | 5.3                             | 2.09                      |
| 1979 | 3,398,000         | 51,937    | 34,897  | 17,040              | 15.3                                 | 10.3                                  | 5.0                             | 2.05                      |
| 1980 | 3,413,000         | 51,765    | 35,871  | 15,894              | 15.2                                 | 10.5                                  | 4.7                             | 1.99                      |
| 1981 | 3,433,000         | 52,249    | 35,579  | 16,670              | 15.2                                 | 10.4                                  | 4.9                             | 1.98                      |
| 1982 | 3,457,000         | 53,141    | 35,040  | 18,101              | 15.4                                 | 10.1                                  | 5.2                             | 1.97                      |
| 1983 | 3,485,000         | 57,589    | 36,451  | 21,138              | 16.5                                 | 10.5                                  | 6.1                             | 2.10                      |
| 1984 | 3,514,000         | 57,576    | 38,666  | 18,910              | 16.4                                 | 11.0                                  | 5.4                             | 2.07                      |
| 1985 | 3,545,000         | 58,454    | 39,169  | 19,285              | 16.5                                 | 11.0                                  | 5.4                             | 2.09                      |
| 1986 | 3,579,000         | 59,705    | 35,788  | 23,917              | 16.7                                 | 10.0                                  | 6.7                             | 2.12                      |
| 1987 | 3,616,000         | 59,360    | 36,917  | 22,443              | 16.4                                 | 10.2                                  | 6.2                             | 2.11                      |
| 1988 | 3,655,000         | 56,727    | 37,649  | 19,078              | 15.5                                 | 10.3                                  | 5.2                             | 2.02                      |
| 1989 | 3,684,000         | 55,782    | 38,150  | 17,632              | 15.1                                 | 10.3                                  | 4.8                             | 1.98                      |
| 1990 | 3,698,000         | 56,868    | 39,760  | 17,108              | 15.3                                 | 10.7                                  | 4.6                             | 2.02                      |
| 1991 | 3,704,000         | 56,219    | 41,013  | 15,206              | 15.2                                 | 11.1                                  | 4.1                             | 2.00                      |
| 1992 | 3,700,000         | 53,617    | 41,455  | 12,162              | 14.5                                 | 11.2                                  | 3.3                             | 1.94                      |
| 1993 | 3,683,000         | 47,464    | 46,107  | 1,357               | 12.9                                 | 12.5                                  | 0.4                             | 1.74                      |
| 1994 | 3,657,000         | 42,376    | 46,486  | −4,110              | 11.6                                 | 12.7                                  | −1.1                            | 1.57                      |
| 1995 | 3,629,000         | 41,195    | 45,306  | −4,111              | 11.4                                 | 12.5                                  | −1.1                            | 1.55                      |
| 1996 | 3,602,000         | 39,066    | 42,896  | −3,830              | 10.8                                 | 11.9                                  | −1.1                            | 1.49                      |
| 1997 | 3,575,000         | 37,812    | 41,143  | −3,331              | 10.5                                 | 11.5                                  | −0.9                            | 1.47                      |
| 1998 | 3,549,000         | 37,019    | 40,757  | −3,738              | 10.4                                 | 11.4                                  | −1.0                            | 1.46                      |
| 1999 | 3,524,000         | 36,415    | 40,003  | −3,588              | 10.3                                 | 11.3                                  | −1.0                            | 1.46                      |
| 2000 | 3,500,000         | 34,149    | 38,919  | −4,770              | 9.7                                  | 11.1                                  | −1.4                            | 1.39                      |
| 2001 | 3,471,000         | 31,185    | 40,399  | −9,214              | 8.9                                  | 11.6                                  | −2.6                            | 1.29                      |
| 2002 | 3,443,000         | 29,541    | 41,072  | −11,531             | 8.6                                  | 11.9                                  | −3.3                            | 1.23                      |
| 2003 | 3,415,000         | 29,977    | 40,990  | −11,013             | 8.7                                  | 11.9                                  | −3.2                            | 1.26                      |
| 2004 | 3,377,000         | 29,769    | 41,340  | −11,571             | 8.8                                  | 12.2                                  | −3.4                            | 1.27                      |
| 2005 | 3,323,000         | 29,510    | 43,799  | −14,289             | 8.8                                  | 13.1                                  | −4.3                            | 1.29                      |
| 2006 | 3,270,000         | 29,606    | 44,813  | −15,207             | 9.0                                  | 13.6                                  | −4.6                            | 1.33                      |
| 2007 | 3,231,000         | 30,020    | 45,624  | −15,604             | 9.2                                  | 14.0                                  | −4.8                            | 1.36                      |
| 2008 | 3,198,000         | 31,536    | 43,832  | −12,296             | 9.8                                  | 13.6                                  | −3.8                            | 1.45                      |
| 2009 | 3,163,000         | 32,165    | 42,032  | −9,867              | 10.1                                 | 13.2                                  | −3.1                            | 1.50                      |
| 2010 | 3,097,000         | 30,676    | 42,120  | −11,444             | 9.8                                  | 13.4                                  | −3.6                            | 1.50                      |
| 2011 | 3,028,000         | 30,268    | 41,037  | −10,769             | 9.9                                  | 13.4                                  | −3.5                            | 1.55                      |
| 2012 | 2,988,000         | 30,459    | 40,938  | −10,479             | 10.1                                 | 13.6                                  | −3.5                            | 1.60                      |
| 2013 | 2,944,000         | 29,885    | 41,511  | −11,626             | 10.1                                 | 14.0                                  | −3.9                            | 1.59                      |
| 2014 | 2,907,000         | 30,369    | 40,252  | −9,883              | 10.3                                 | 13.7                                  | −3.4                            | 1.63                      |
| 2015 | 2,878,000         | 31,475    | 41,776  | −10,301             | 10.8                                 | 14.3                                  | −3.5                            | 1.70                      |
| 2016 | 2,848,000         | 30,623    | 41,106  | −10,483             | 10.6                                 | 14.2                                  | −3.6                            | 1.69                      |
| 2017 | 2,809,000         | 28,696    | 40,142  | −11,446             | 10.1                                 | 14.1                                  | −4.0                            | 1.63                      |
| 2018 | 2,808,901         | 28,149    | 39,574  | −11,425             | 10.0                                 | 14.1                                  | −4.1                            | 1.63                      |
| 2019 | 2,794,184         | 27,393    | 38,281  | −10,888             | 9.8                                  | 13.7                                  | −3.9                            | 1.61                      |
| 2020 | 2,794,090         | 25,144    | 43,547  | −18,403             | 9.0                                  | 15.6                                  | −6.6                            | 1.48                      |
| 2021 | 2,810,761         | 24,606    | 47,976  | −23,370             | 8.8                                  | 17.2                                  | -8.4                            | 1.45(e)                   |

### Dati anagrafici attuali
Secondo i dati di Statistics Lithuania
| Periodo                 | Nati vivi     | Decessi          | Aumento naturale |
| ----------------------- | ------------- | ---------------- | ---------------- |
| gennaio - febbraio 2021 | 3.302         | 8.700            | −5.398           |
| gennaio - febbraio 2022 | 3.021         | 7.523            | −4.502           |
| Differenza              | −281 (-8,51%) | -1.177 (-13,53%) | +896             |

## Alfabetizzazione e istruzione
Secondo il censimento del 2011, solo lo 0,2% circa della popolazione lituana di età pari o superiore ai 10 anni era analfabeta, la cui maggior parte viveva nelle zone rurali. La proporzione è simile per maschi e femmine.
Il sistema di istruzione generale in Lituania comprende l'istruzione primaria, di base, secondaria e terziaria. L'istruzione primaria, di base e secondaria (o superiore) è gratuita per tutti i residenti ed è obbligatoria per gli alunni di età inferiore ai 16 anni. L'istruzione preprimaria è disponibile gratuitamente anche per i bambini di 5 e 6 anni, ma non è obbligatoria. La scuola materna è frequentata da circa il 90% dei bambini in età prescolare in Lituania. L'istruzione primaria, di base e secondaria in Lituania è disponibile per alcune minoranze etniche nelle loro lingue native, tra cui polacco, russo e bielorusso.
L'istruzione primaria (in lituano pradinis ugdymas) è a disposizione dei bambini che abbiano compiuto i 7 anni di età (o meno, qualora i genitori lo desiderino) e ha una durata di quattro anni. Gli studenti della scuola primaria non vengono valutati attraverso un sistema di voti, ma utilizzando un feedback orale o scritto. Gli studenti iniziano a studiare la loro prima lingua straniera nel secondo anno della scuola primaria. I dati del censimento del 2011 hanno mostrato che il 99,1% della popolazione di età pari o superiore a 20 anni ha conseguito almeno l'istruzione primaria, mentre circa 27.000 alunni hanno iniziato la prima elementare nel 2012.
L'istruzione di base (in lituano pagrindinis ugdymas) viene offerta ai ragazzini dai 10-11 anni fino ai 15-16. È fornito da scuole di base, secondarie, giovanili, professionali e licei. Dopo aver completato l'ultimo anno, gli studenti devono sostenere il test di rendimento dell'istruzione di base in lingua lituana, matematica e un test di rendimento dell'istruzione di base elettivo nella loro lingua madre (bielorusso, polacco, russo o tedesco). Nel 2011, il 90,9% della popolazione lituana di età pari o superiore a 20 anni aveva raggiunto il livello di istruzione di base.
L'struzione secondaria (in lituano vidurinis ugdymas) in Lituania è facoltativa e disponibile per gli studenti che hanno conseguito l'istruzione di base e ha una durata di due anni. A questo livello, gli studenti hanno l'opportunità di adattare i loro piani di studio (materie e livello di studio) alle loro preferenze individuali. L'istruzione secondaria si completa al superamento degli esami nazionali di maturità. Questi consistono in ben sei esami separati di cui due (Lingua e Letteratura lituana e una materia a scelta) sono necessari per conseguire il diploma. Nel 2011, il 78,2% della popolazione lituana di età pari o superiore a 20 anni aveva raggiunto il livello di istruzione secondaria, compresa quella fornita dalle scuole professionali.
Più del 60% dei diplomati della scuola secondaria ogni anno sceglie di proseguire gli studi nei college e nelle università del sistema di istruzione superiore lituano. Nel 2013 c'erano 23 università (comprese accademie e business school riconosciute come tali) e 24 college operanti in Lituania. L'Università di Vilnius, fondata nel 1579, è l'università più antica e più grande della Lituania. Più di 48.000 studenti si sono iscritti a tutti i programmi di istruzione superiore in Lituania nel 2011, compresi gli studi di primo livello (laurea e laurea triennale), secondo livello (master) e terzo livello (dottorato). L'istruzione superiore in Lituania è in parte finanziata dallo stato, con l'accesso gratuito all'istruzione superiore costituzionalmente garantito agli studenti ritenuti "buoni". Ci sono anche borse di studio disponibili per i migliori studenti.